# Julio Troxler
Julio Troxler  (Florida, 19 de noviembre de 1926 - Buenos Aires, 20 de septiembre de 1974) fue un oficial de la Policía de la Provincia de Buenos Aires y político argentino que militó en el peronismo. Fue uno de los sobrevivientes de los fusilamientos en los basurales de José León Suárez en 1956, y murió asesinado por la organización paramilitar argentina Triple A.

## Biografía
A los 18 años ingresó a la escuela de policía bonaerense “Juan Vucetich” y en 1955 se retiró de la institución policial con el grado de oficial inspector.
Tras la caída del gobierno peronista inició su lucha en la resistencia. Por este motivo cayó detenido en octubre de 1955. Meses después, participó junto a sus hermanos Bernardo y Federico, suboficiales del Ejército, en la fracasada rebelión que encabezaron los generales Juan José Valle y Raúl Tanco, y que estalló el 9 de junio de 1956.
Fue uno de los sobrevivientes de los fusilamientos en los basurales de José León Suárez en 1956 (hecho sucedido bajo el gobierno de facto de la "Revolución Libertadora" que motivó a Rodolfo Walsh a escribir el libro Operación Masacre).
Hizo de narrador y actuó de sí mismo en la película Operación Masacre, basada en el libro homónimo de Walsh (quien coescribió el guion). El director del filme fue Jorge Cedrón. También participó como actor protagónico en la película de Fernando Ezequiel Solanas, Los hijos de Fierro.
En el documental La hora de los hornos, dirigido por Fernando Solanas y Osvaldo Getino, Troxler aparece relatando los hechos acaecidos en el episodio histórico de José León Suárez relatado antes. En los años sesenta se vinculó, aunque no demasiado orgánicamente, a las Fuerzas Armadas Peronistas, con la cual colaboró solo inicialmente. Al momento de la apertura política en 1972, se vincula a los grupos que respaldaba a Oscar Bidegain en la interna del Partido Justicialista.
Durante la gestión como gobernador de la provincia de Buenos Aires de Oscar Bidegain, se desempeñó como Subjefe de la policía provincial. Estuvo en el cargo 85 días y renunció el 20 de agosto de 1973.
Se desempeñó como jefe de personal del diario Noticias y fue subdirector del Instituto de Estudios Criminalísticos de la Facultad de Derecho y Ciencias Sociales, dependiente de la Universidad de Buenos Aires.
Troxler era seguidor del Club Atlético Boca Juniors.

### Asesinato
Fue secuestrado en la mañana del 20 de septiembre de 1974, cuando iba a la Facultad de Derecho donde trabajaba; lo "levantaron" en un Peugeot 504 negro que luego ingresó por la calle Arcamendia en el barrio de Barracas, hasta desembocar frente al paredón de ladrillos que limita con el terraplén ferroviario; ya en el Pasaje Coronel Rico, los ocupantes del coche lo obligaron a bajar y le ordenaron caminar hacia la calle Suárez en el mismo sentido del vehículo. Julio Troxler caminó pocos pasos con las manos atadas a la espalda y cayó fulminado por una ráfaga de ametralladora disparada desde el auto. Así murió asesinado por la Triple A en Buenos Aires el 20 de septiembre de 1974.
El comunicado de la Triple A decía: "La lista sigue. Murió Troxler y el próximo, para rimar, será Sandler". Se refería a una lista difundida con anterioridad con los nombres de Rodolfo Ortega Peña, Alfredo Alberto Curutchet, Atilio López, Troxler, Héctor Sandler, Horacio Sueldo, Bidegain, Héctor José Cámpora, Laguzzi, Betanín, Villanueva, Mario Firmenich, Carlos Caride, Taiana, Añón y Norma Arrostito.

## Legado
Haydée Leonor Von Wernich, su viuda, se presentó en 2007 como querellante en el expediente que llevaba el juez Norberto Oyarbide, quien por primera vez había declarado a los delitos de la Triple A como de lesa humanidad y, por lo tanto, imprescriptibles. La señora Von Wernich de Troxler es representada por el Dr. Martin Alderete, integrante del organismo de Derechos Humanos CORREPI Sur. La muerte de los principales acusados (Rodolfo Almirón, José López Rega) terminó paralizando la causa.
Una calle de Buenos Aires lleva su nombre. 